# Bernard Durand
Bernard Durand (5 février 1769, Romorantin - 30 octobre 1835, Romorantin), est un avocat et homme politique français.

## Biographie
Fils de François Durand, avocat, et de Marie-Anne Perault, il exerçait, avant 1789, la profession d'avocat à Romorantin. Partisan de la Révolution, il devint procureur-syndic du district, et fut en l'an III, appelé aux fonctions de commissaire du canton de Romorantin, puis élevé, en l'an IV, à celles de juge au tribunal de département de Loir-et-Cher. Commissaire, en l'an V, près l'administration centrale du département, il fut, le 26 germinal an VII, élu député de Loir-et-Cher au Conseil des Cinq-Cents, par 84 voix sur 123 votants. Le Moniteur ne mentionne pas son nom. Le 4 nivôse an VIII, il fut élu, par le Sénat conservateur, député de Loir-et-Cher au nouveau Corps législatif. Le 10 mai 1815, le même département l'envoya siéger à la Chambre des Cent-Jours, par 44 voix sur 65 votants, et 108 inscrits, contre 5 voix données à M. Gaullier, propriétaire, et 4 à M. Venaille. Il rentra dans la vie privée après cette courte législature.

## Sources
- « Bernard Durand », dans Adolphe Robert et Gaston Cougny, Dictionnaire des parlementaires français, Edgar Bourloton, 1889-1891 [détail de l’édition]